# 李應選 (萬曆進士)
李應選（1550年—？），字子登，山西平陽府趙城縣人，軍籍，明朝政治人物。

## 生平
萬曆元年（1573年）癸酉科山西鄉試第十八名，萬曆五年（1577年）丁丑科會試第一百四十七名，登三甲第一百四十六名進士。任河南西华县知县，调陕西韩城县。起补直隶大名府清丰县知县，行取户部员外郎，历升郎中，出为淮安府知府。

## 家族
曾祖李敬；祖父李傑；父李春光，曾任儒官。母賈氏；繼母衛氏。具庆下。弟李應祥。